# Pieter Serry
Pieter Serry (nascido em 21 de novembro de 1988) é um ciclista profissional bélgico. Ele caiu na segunda etapa do Giro d'Italia 2015 e teve que se aposentar.